# Euphrasia jaeschkei
Euphrasia jaeschkei är en snyltrotsväxtart som beskrevs av Richard von Wettstein. Euphrasia jaeschkei ingår i släktet ögontröster, och familjen snyltrotsväxter. Inga underarter finns listade i Catalogue of Life.